# Розщеплення кристалічного поля
Розщеплення кристалічного поля (англ. crystal field splitting) — явище усунення виродження енергетичних рівнів молекулярної частинки завдяки пониженню симетрії певного центра внаслідок взаємодії з його кристалічним оточенням. Теоретично пояснює вплив полярних або йонних лігандів комплексів на енергію d-орбіталей центрального йона металу.
Інколи цей термін некоректно вживають замість розщеплення поля лігандів.